# Cap Bon
El cap Bon (àrab: الرأس الطيب, ar-Raʾs aṭ-Ṭīb; francès: Cap Bon) és un cap de Tunísia, a la governació de Nabeul, a la punta nord de la península o regió a la qual dona nom aquest cap. Al cap hi ha un far i, a la rodalia, la ciutat d'El Haouaria. Té a l'oest, a uns 10 km, el cap de Ras El Ahmar i a l'est, a uns 5 km, el de Ras Ed Drek. La punta més prominent és anomenada Ras Addar. En els textos antics escrits en llatí se l'anomena Promontorium Mercurii.
També s'anomena Cap Bon la península de Tunísia que forma la governació de Nabeul, que rep el seu nom del cap Bon, situat a la punta nord. El seu nom tradicional àrab és Djazirat Sharik.
La regió natural del Cap Bon és equivalent a la península, i bàsicament també a la governació de Nabeul.